# اندیس مرمریت کوه اعلاء
مرمریت کوه اعلاء* یک اندیس مصالح ساختمانی است که در استان یزد قرار دارد و مادهٔ معدنی موجود در آن، مرمریت است؛ و دیرینگی آن به دوران الیگومیوسن می‌رسد.